# Бруксби, Дженсон
Дженсон Тайлер Бруксби (англ. Jenson Brooksby; род. 26 октября 2000, Сакраменто, Калифорния) — американский теннисист. Победитель одного турнира ATP в одиночном разряде.

## Биография
Он начал заниматься теннисом в возрасте 4-х лет, а в 7 лет его начал тренировать Джозеф Гилберт, директор Академии JMG в Сакраменто, с которым он долгое время сотрудничал, даже в профессиональной карьере.
Бруксби сыграл несколько матчей в рамках ITF Junior Tour. В 2018 году он впервые в карьере принял участие на юношеском турнире Большого шлема — на Открытом чемпионате США. В этому же году он сыграл на нескольких профессиональных турнирах.
В 2019 году он впервые принимает участие в квалификации Открытого чемпионата США и выигрывает все три матча. В основном турнире в первом раунде он побеждает Томаша Бердыха в четырех сетах, а в следующем круге уступает в четырех сетах Николозу Басилашвили. По итогам турнира входит в топ-300 рейтинга ATP. В конце сезона получил травму, которая выбила его на долгие 14 месяцев.
Он возвращается только в феврале 2021 года после длительного лечения и благодаря мерам, принятым ATP для борьбы с пандемией COVID-19. Снова стартует с 314-й позиции в рейтинге. В июле принял участие в турнире ATP 250 на траве в Ньюпорте и обыграл поочерёдно Евгения Донского, Дениса Кудлу, Петера Гойовчика, а в полуфинале победил Джордана Томпсона. В первом большом финале турнира ATP он проиграл ветерану тенниса Кевину Андерсону. На турнире АТР-500 в Вашингтоне Бруксби добирается до полуфинала и впервые в карьере входит в первую сотню игроков. Имея wild card на Открытом чемпионате США по теннису доходит до четвёртого круга, в котором терпит поражение от Новака Джоковича. В конце года он награждается призом ATP как лучший новичок года.
В 2022 году Бруксби дошёл до финалов на турнирах в Далласе и в Атланте. На Уимблдоне добирается до третьего круга. На Открытом чемпионате США уступает в третьем круге будущему победителю испанцу Карлосу Алькарасу.
Бруксби проходил обучение в Бейлорском университете.
Дженсон Бруксби получил 18-месячную дисквалификацию, которая закончилась 4 января 2025 года после того, как ITIA (международное агентство по честности тенниса) обнаружило, что он совершил 3 нарушения предоставления информации о местонахождении за 12-месячный период.

## Рейтинг на конец года
| Год  | Одиночный рейтинг | Парный рейтинг |
| 2023 | 297               | —              |
| 2022 | 48                | —              |
| 2021 | 56                | —              |
| 2020 | 307               | —              |
| 2019 | 269               | 1592           |
| 2017 | 1359              | 1535           |

## Выступления на турнирах

### Финалы турнировATPв одиночном разряде (5)

#### Победа (1)
| Легенда                     |
| --------------------------- |
| Турниры Большого шлема (0)* |
| Итоговый турнир ATP (0)     |
| Мастерс (0)                 |
| АТР 500 (0)                 |
| АТР 250 (1)                 |

| Титулы по покрытиям | Титулы по месту проведения матчей турнира |
| ------------------- | ----------------------------------------- |
| Хард (0)*           | Зал (0)                                   |
| Грунт (1)           | Зал (0)                                   |
| Трава (0)           | Открытый воздух (1)                       |
| Ковёр (0)           | Открытый воздух (1)                       |

* количество побед в одиночном разряде.
| №  | Дата          | Турнир       | Покрытие | Соперник в финале | Счёт    |
| 1. | 6 апреля 2025 | Хьюстон, США | Грунт    | Фрэнсис Тиафо     | 6-4 6-2 |

#### Поражения (4)
| №  | Дата            | Турнир                  | Покрытие   | Соперник в финале | Счёт          |
| 1. | 18 июля 2021    | Ньюпорт                 | Грунт      | Кевин Андерсон    | 6-7(8) 4-6    |
| 2. | 13 февраля 2022 | Даллас, США             | Хард (зал) | Райли Опелка      | 6-7(5) 6-7(3) |
| 3. | 31 июля 2022    | Атланта, США            | Хард       | Алекс Де Минор    | 3-6 3-6       |
| 4. | 28 июня 2025    | Истборн, Великобритания | Трава      | Тейлор Фриц       | 5-7 1-6       |

## Победы над теннисистами из топ-10
По состоянию на 12 сентября 2022 года
| №    | Игрок            | Рейтинг | Турнир      | Покрытие | Этап      | Счёт        | Рейтинг Бруксби |
| ---- | ---------------- | ------- | ----------- | -------- | --------- | ----------- | --------------- |
| 2022 |                  |         |             |          |           |             |                 |
| 1.   | Стефанос Циципас | 5       | Индиан-Уэлс | Хард     | 3-й раунд | 1-6 6-3 6-2 | 43              |